# 乞伏元基
乞伏元基（?—?），西秦宗室，陇西鲜卑人，是西秦国王乞伏炽磐的儿子。
初被乞伏熾磐送往後秦為人質。415年，乞伏元基从长安逃回，乞伏炽磐任命他为尚书左仆射。417年八月，乞伏炽磐任命尚书令乞伏曇達为左丞相，左仆射乞伏元基为右丞相，御史大夫麴景为尚书令，侍中翟绍为左仆射。十月隨乞伏曇達討平姚艾,421年，乞伏炽磐派遣征北将军乞伏木奕干、辅国将军乞伏元基攻打夏国所属的上邽，遇到连绵大雨，班师回朝。428年，西秦王乞伏暮末即位，任命右丞相乞伏元基为侍中、相国、都督中外诸军事、录尚书事。沮渠蒙逊进攻乐都。乞伏元基率领三千骑兵救援乐都。乞伏元基的援兵刚进城，沮渠蒙逊大军开到了城下，很快就攻陷乐都外城；切断了乐都城的水源。东羌酋长乞提暗中与城外的北凉军队勾结。乞伏元基率领左右亲军奋力抗击，才打退北凉军。沮渠蒙逊再讨西秦，在磐夷被乞伏元基率一万五千骑兵阻击。沮渠蒙逊还攻西平。429年，沮渠蒙逊讨伐西秦，乞伏暮末命相国乞伏元基留守都城枹罕，自己退保定连城。